# Verknäs, Raseborg
Verknäs är en udde i Finland. Den ligger i Raseborg i landskapet Nyland, i den södra delen av landet, 80 km väster om huvudstaden Helsingfors.
Terrängen inåt land är platt. Havet är nära Verknäs söderut.  Närmaste större samhälle är Ekenäs, 13,1 km väster om Verknäs. 